# Estação Maubert - Mutualité
Maubert - Mutualité é uma estação da linha 10 do Metrô de Paris, localizada no 5.º arrondissement de Paris.

## História

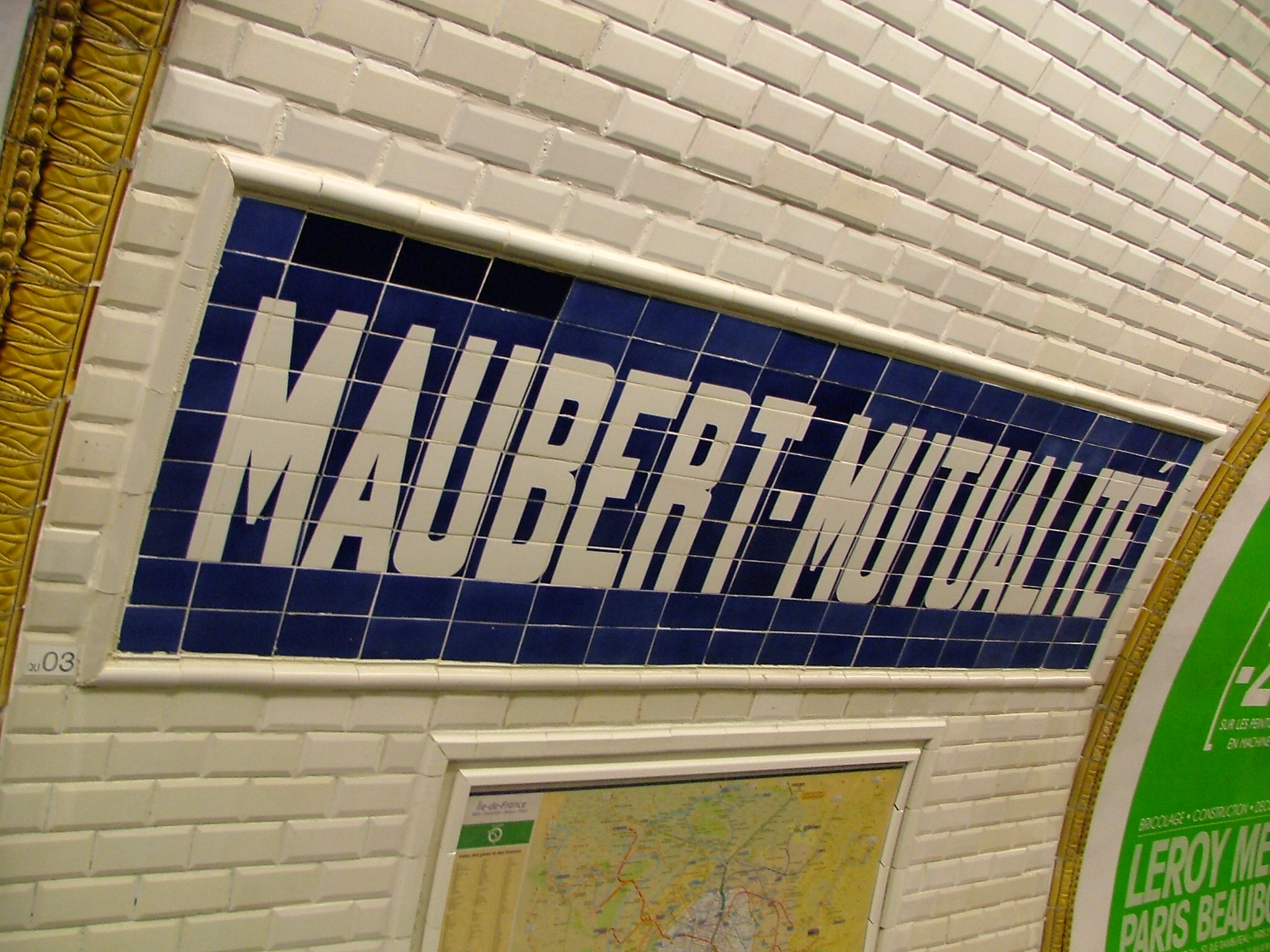
O nome da estação em letras brancas sobre um fundo de cerâmica azul

A estação foi inaugurada em 1930. Seu nome vem da place Maubert e da Maison de la Mutualité, perto da estação.
Em 2011, 2 549 853 passageiros entraram nesta estação. Ela viu entrar 2 631 728 passageiros em 2013, o que a coloca na 207ª posição das estações de metro por sua frequência em 302.

## Serviços aos Passageiros

### Plataformas

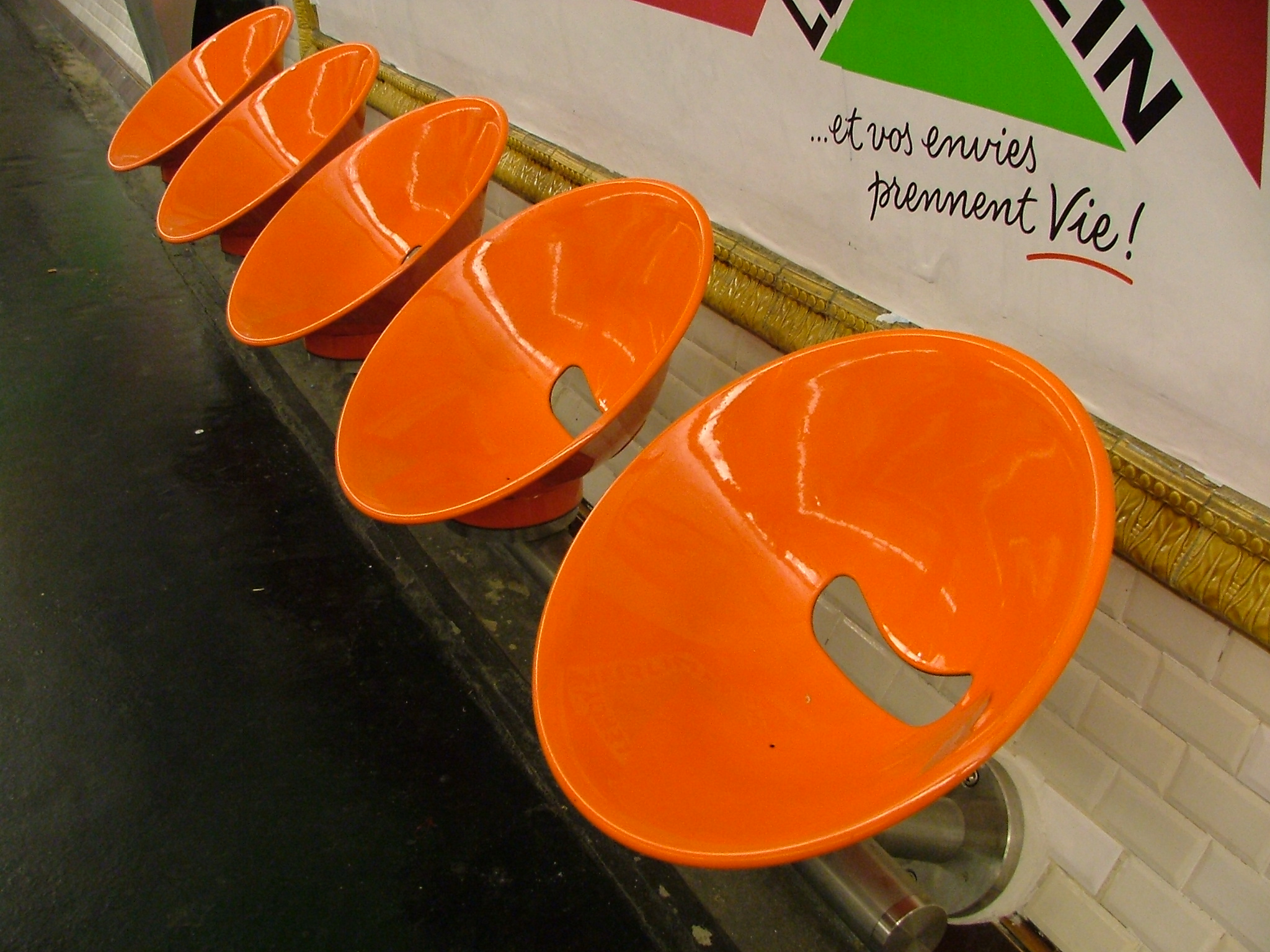
Assentos Akiko, instalado por ocasião dos trabalhos de renovação

Maubert - Mutualité é uma estação de configuração padrão: ela tem duas plataformas laterais separadas pelas vias do metrô e a abóbada é elíptica. A decoração é do estilo usado pela maioria das estações de metrô: a faixa de iluminação é branca e arredondada no estilo "Gaudin" da renovação do metrô de 2000, e as telhas em cerâmica brancas biseladas recobrem os pés-direitos, a abóbada e o tímpano. Os quadros publicitários são em faiança da cor de mel e o nome da estação é também em faiança. Os assentos são do estilo "Akiko" de cor laranja. No centro, dois tubos paralelos de luzes laranjas seguem a curvatura da abóbada, ao longo do corredor passando sobre as vias.

### Intermodalidade
A estação é servida pelas linhas 24, 47, 63, 86, 87 e OpenTour da rede de ônibus RATP.

## Cultura
Uma cena do filme Archimède le clochard foi aí rodada.

## Pontos turísticos
- Maison de la Mutualité